# Étoile-Saint-Cyrice
Étoile-Saint-Cyrice är en kommun i departementet Hautes-Alpes i regionen Provence-Alpes-Côte d'Azur i sydöstra Frankrike. Kommunen ligger  i kantonen Orpierre som ligger i arrondissementet Gap. År 2022 hade Étoile-Saint-Cyrice 24 invånare.

## Befolkningsutveckling
Antalet invånare i kommunen Étoile-Saint-Cyrice
Referens:INSEE